# قائمة الأفلام المصرية سنة 1977
هذه قائمة بالأفلام المصرية لسنة 1977 مرتبة أبجديا

## 1977
- العذاب امرأة
- قطة على النار
- السقا مات
- أفواه وأرانب
- مع حبي وأشواقي
- شقة في وسط البلد
- طائر الليل الحزين